# NGC 3245A
NGC 3245A је спирална галаксија у сазвежђу Мали лав која се налази на NGC листи објеката дубоког неба.
Деклинација објекта је + 28° 38' 21" а ректасцензија 10h 27m 1,1s. Привидна величина (магнитуда) објекта NGC 3245 износи 14,3 а фотографска магнитуда 15,1. NGC 3245A је још познат и под ознакама UGC 5662, MCG 5-25-12, CGCG 154-16, FGC 1069, PGC 30714.